# Ernst Krafft
Ernst Krafft (* 28. Februar 1885; † 27. Juli 1954) war ein deutscher Konteradmiral der Kriegsmarine.

## Leben
Ernst Krafft trat am 1. April 1903 in die Kaiserliche Marine ein. Als Oberleutnant zur See (Beförderung am 27. März 1909) diente er 1913 auf der Scharnhorst, welche das Flaggschiff des deutschen Ostasiengeschwaders war. Später war er bis August 1914 Kommandant des Hafenstreuminendampfers Primus. Von August 1914 bis Februar 1915 war er zur Verfügung der I. Torpedodivision gesetzt und war dann kurzzeitig Kommandant des Torpedoboots S 138. Er übernahm bis Juni 1915 das Kommando über S 165. Am 16. April 1915 war er zum Kapitänleutnant befördert worden. Er kam zur Ausbildung an die U-Bootsschule und war bis November 1915 zeitgleich Kommandant von U 22. Mit der Indienststellung Ende Januar 1916 wurde er Kommandant von U 72. Mitte Juli 1917 gab er das Kommando ab und wurde Kommandant von UB 51. Ende Mai 1918 versenkte er das Passagierschiff Leasowe Castle. Beim Untergang starben über 100 Personen. Von September 1918 bis Kriegsende war er zur Verfügung der Unterseeboots-Abnahme-Kommission.
Nach dem Krieg wurde er in die Reichsmarine übernommen. Von März 1922 bis Mai 1924 war er Kommandant des Segelschulschiffs Niobe und wurde in dieser Position am 1. Januar 1923 Korvettenkapitän. 1925 war er Kommandeur der Küstenwehrabteilung VI (Emden). Am 1. Dezember 1928 wurde er Fregattenkapitän und am 1. Oktober 1930 Kapitän zur See. Später wurde er Kommandant von Pillau und schied am 30. September 1934 aus der Marine aus.
Später wurde er als Ergänzungsoffizier (E-Offizier) für die Kriegsmarine reaktiviert und war von Oktober 1934 bis März 1940 Vorstand der Bücherei der Marinestation der Ostsee und zugleich Abschnittskommandant Rügen. Von März bis Juni 1940 war er in Vertretung Küstenbefehlshaber Pommern. Am 1. Juni 1940 wurde er mit dem Charakter als Konteradmiral z. V. ausgezeichnet. Anschließend war er bis August 1942 Küstenbefehlshaber östliche Ostsee und zugleich Festungskommandant Gotenhafen. Am 1. Januar 1941 war er zum Konteradmiral befördert worden. Am 31. August 1943 wurde er z.V. gestellt.
Nach Kriegsende kam er in sowjetische Kriegsgefangenschaft, in welcher er 1954 starb.